# Alba (Italia)
Alba es un municipio italiano situado en la provincia de Cuneo, en Piamonte. Tiene una población estimada, a fines de noviembre de 2023, de 31 170 habitantes.
En esta localidad Pietro Ferrero fundó en 1946 la empresa Ferrero S.p.A, que se ha convertido en una multinacional de los dulces achocolatados.
La feria más importante de la localidad es la Fiera Internazionale del Tartufo Bianco d'Alba, dedicada principalmente a promocionar la trufa blanca.
El municipio de Alba está hermanado con San Cugat del Vallés y Sastre y Ortiz.

## Evolución demográfica
| Gráfica de evolución demográfica de Alba entre 1861 y 2023 |
|                                                            |
| Fuente: ISTAT - Elaboración gráfica de Wikipedia           |